# Rudolph Haack
Carl Otto Rudolph Haack (ur. 17 października 1833 w Wolgaście, zm. 12 grudnia 1909 w Eberswalde) – niemiecki inżynier, konstruktor okrętów.

## Życiorys
Był synem stolarza, terminował w stoczni Erich & Lübke w Wolgaście. Uczęszczał do jedynej ówcześnie w Prusach szkoły budowy okrętów w Grabowie, następnie odbył kilkuletnią praktykę zawodową w Anglii. Po powrocie do kraju początkowo pracował w stoczni w Damgarten, następnie w 1856 roku został zatrudniony jako inżynier w stoczni Früchtenicht & Brock (późniejszej AG Vulcan) w Drzetowie (ob. część Szczecina). Później przez wiele lat pełnił funkcję jej dyrektora. Przyczynił się do zbudowania pierwszego niemieckiego pancernika, SMS Preußen (1873). Pod jego kierownictwem w stoczni AG Vulcan zwodowano 150 statków, w tym okręty wojenne dla floty niemieckiej, rosyjskiej i chińskiej.
W 1887 roku przeniósł się do Berlina, gdzie został doradcą ministerialnym w Oberseeamt oraz wykładowcą Akademie des Bauwesens. Opublikował m.in. prace Schiffswiderstand und Schiffsbetrieb nach Versuchen auf den Dortmund-Ems-Kanal (3 tomy, 1900) i Die Eisenkung der Schiffe (1901).
Był odznaczony pruskim Orderem Orła Czerwonego i chińskim Orderem Smoka Podwójnego.